# Indien
| Systeem | Serie     | Etage         | Ouderdom (Ma) | Lithostratigrafie |
| --- | --------- | ------------- | ------------- | ----------------- |
| Jura | Onder     | Hettangien    | jonger        | Lias              |
| Trias | Boven     | Rhaetien      | 201,3–208,5   | Lias              |
| Trias | Boven     | Rhaetien      | 201,3–208,5   | Keuper            |
| Trias | Boven     | Norien        | 208,5–228     |                   |
| Trias | Boven     | Carnien       | 228–235       |                   |
| Trias | Midden    | Ladinien      | 235–242       |                   |
| Trias | Midden    | Ladinien      | 235–242       | Muschelkalk       |
| Trias | Midden    | Anisien       | 242–247,2     |                   |
| Trias | Midden    | Anisien       | 242–247,2     | Buntsandstein     |
| Trias | Onder     | Olenekien     | 247,2–251,2   |                   |
| Trias | Onder     | Indien        | 251,2–252,2   |                   |
| Perm | Lopingien | Changhsingien | ouder         |                   |
| Perm | Lopingien | Changhsingien | ouder         | Zechstein         |
| Indeling van het Trias volgens de ICS en NW-Europese lithostratigrafische namen. Cursieve ouderdommen zijn slechts indicaties. |           |               |               |                   |

Het geologisch tijdvak Indien of Induen (Vlaanderen: Induaan) is de onderste etage uit het Onder-Trias, van 252,2 ± 0,5 tot ongeveer 251,2 Ma. Het Indien komt na/op het Changhsingien, de laatste etage uit het Perm; na het Indien komt het Olenekien.

## Naamgeving en definitie
De naam Indien of Induen werd in 1956 door Russische onderzoekers ingevoerd en is afgeleid van de rivier Indus in India en Pakistan. Voor 1956 werd de etage samen met het bovenliggende Olenekien als één etage gezien, het Scythien. Het onderste gedeelte van deze etage, dat overeenkomt met het Indien, werd Brahmanien genoemd. De oorspronkelijke typelocatie ligt in de Salt Range aan de oevers van de Indus. De golden spike voor het Indien is te vinden in de Chinese provincie Zhèjiāng.
De basis van het Indien wordt gedefinieerd door het vroegste voorkomen van de conodont Hindeodus parvus en bij de top van de negatieve δ13C-waarde, iets boven de Perm-Trias-massa-extinctie. De top van het Indien wordt gedefinieerd door de vroegste voorkomens van de ammonieten Hedenstroemia en Meekoceras gracilitatis en van de conodont Neospathodus waageni.
Ondanks de zeer korte duur van het Indien kan het in het boreale domein in vijf en in het Tethysdomein in vier ammonietenbiozones onderverdeeld worden.

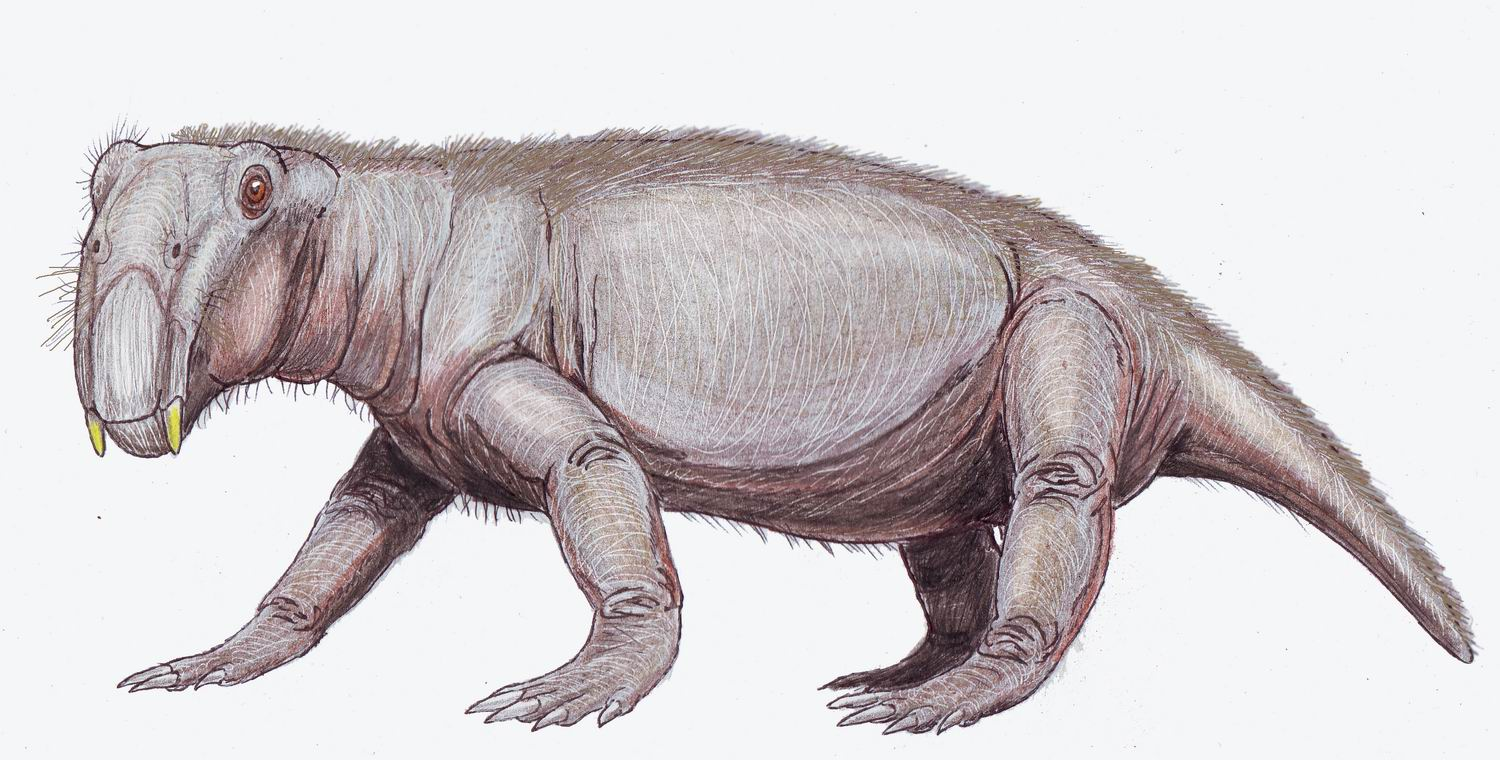
Lystr
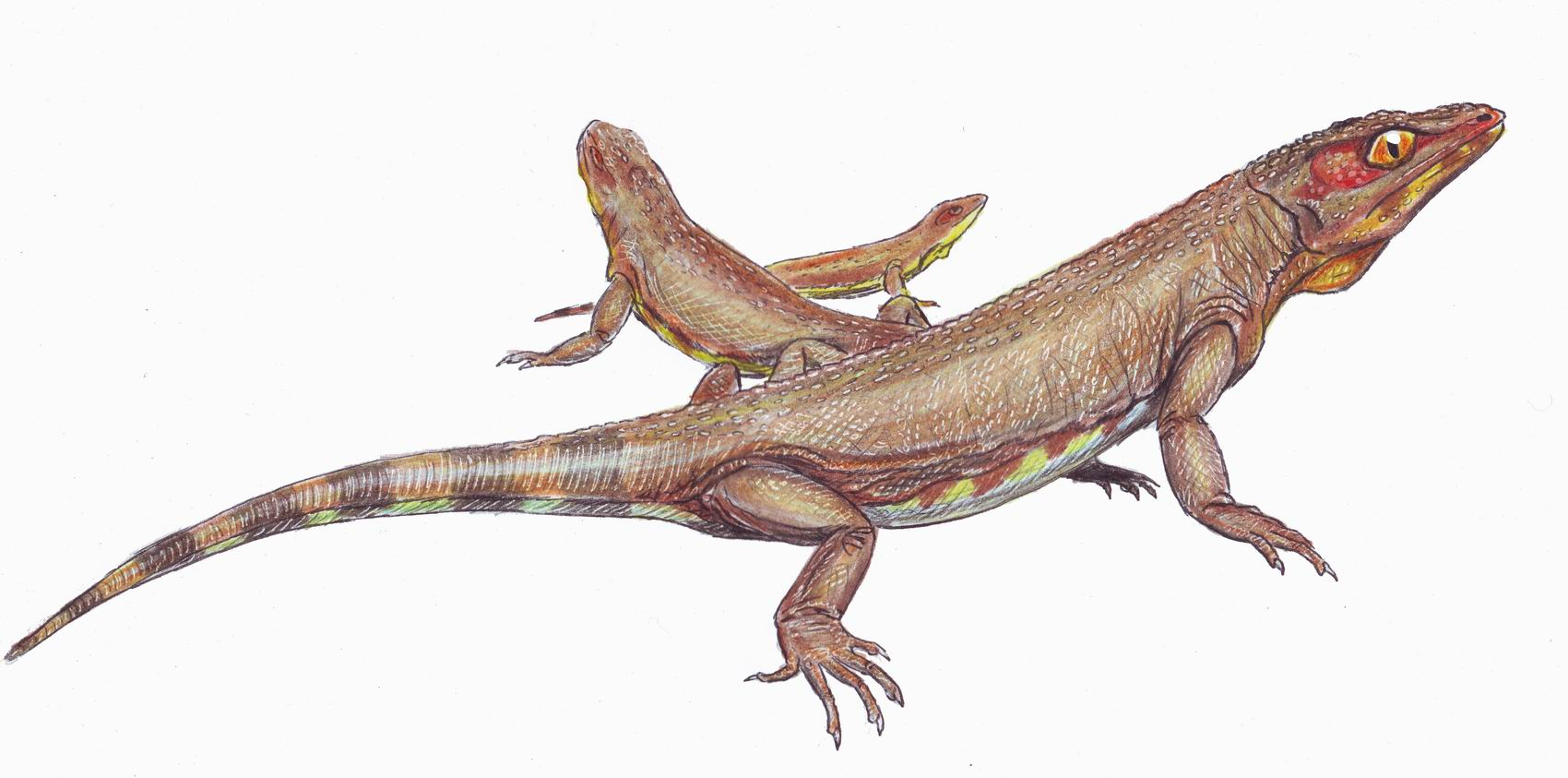
Nyctyphruretus
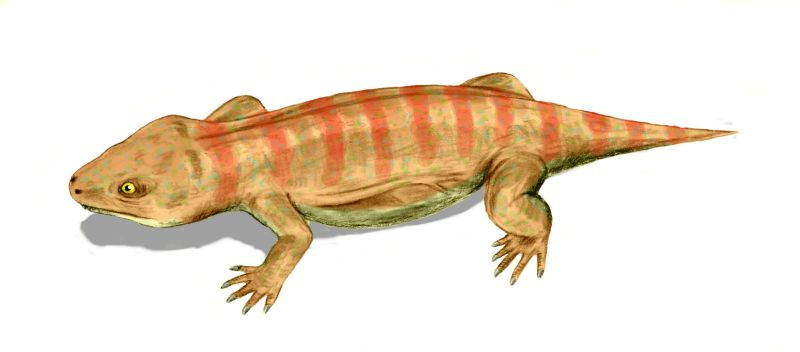
Procolophon
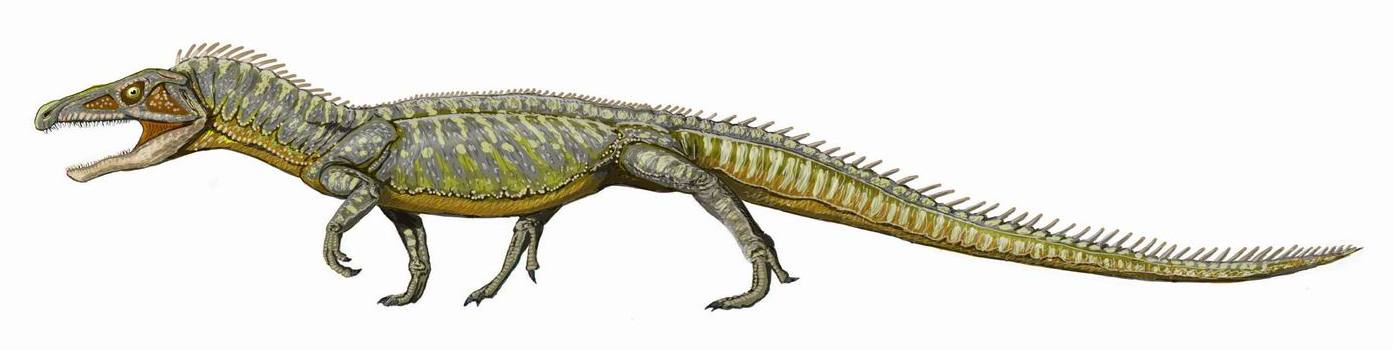
Proterosuchus
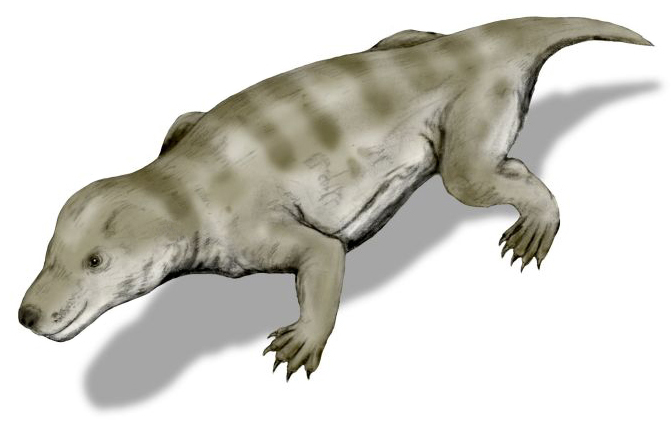
Thrinaxodon
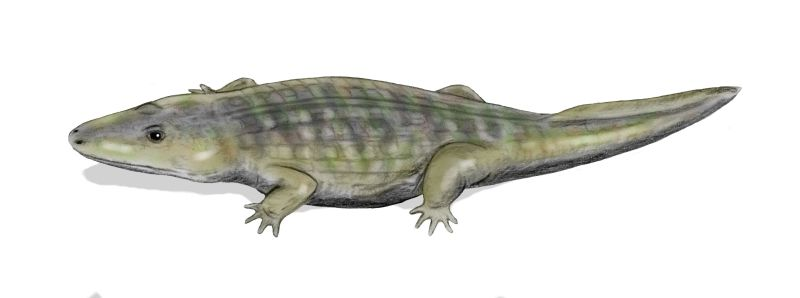
Wetlugasaurus